# Nautia conspersipes
Nautia conspersipes är en insektsart som beskrevs av Bruner, L. 1907. Nautia conspersipes ingår i släktet Nautia och familjen Romaleidae. Inga underarter finns listade i Catalogue of Life.